# Shelina Zadorsky
Shelina Laura Zadorsky (* 24. Oktober 1992 in London, Ontario) ist eine kanadische Fußballnationalspielerin, die aktuell beim englischen Verein West Ham United spielt.

## Karriere

### Vereine
Während ihres Studiums an der University of Michigan lief Zadorsky von 2010 bis 2013 für die dortige Hochschulmannschaft der Michigan Wolverines auf und spielte parallel dazu für die W-League-Franchises der Toronto Lady Lynx und Ottawa Fury Women. Zur Saison 2014 wechselte sie zum australischen Erstligisten Perth Glory, mit dem sie die reguläre Saison als Erstplatzierter abschloss, im Finale um die australische Meisterschaft jedoch dem Canberra United FC unterlag. Nach einem Jahr beim schwedischen Erstligisten Vittsjö GIK wechselte sie Anfang 2016 zur Franchise der Washington Spirit in der National Women’s Soccer League. Zur Saison 2018 zog Zadorsky im Tausch für Aubrey Bledsoe zur Franchise der Orlando Pride weiter. Da sie aufgrund der COVID-19-Pandemie im Jahr 2020 für Orlando nicht spielen konnte, wurde sie an Tottenham Hotspur ausgeliehen und ab Januar 2021 von den Spurs fest übernommen.
Im Januar 2024 wurde sie bis zum Ende der Saison an ausgeliehen.

### Nationalmannschaft
Zadorsky durchlief ab dem Jahr 2008 die kanadischen Nachwuchsnationalmannschaften in den Altersklassen U-17 und U-20 und nahm mit diesen unter anderem an der U-17-Weltmeisterschaft 2008 und der U-20-Weltmeisterschaft 2012 teil. Am 14. Januar 2013 kam sie im Rahmen des jährlichen Vier-Nationen-Turniers gegen Südkorea zu ihrem ersten A-Länderspiel. Nach der WM 2015, für die sie nicht berücksichtigt wurde, nahm sie mit der U-23-Mannschaft an den Panamerikanischen Spielen 2015 in ihrer Heimat teil, bei der die Kanadierinnen den vierten Platz belegten. Im Dezember 2015 nahm sie dann mit der A-Nationalmannschaft am Viernationenturnier in Brasilien teil, bei dem Kanada den zweiten Platz belegte. Sie gehörte auch zum Kader für das Qualifikationsturnier für die Olympischen Sommerspiele 2016, bei dem sich Kanada für die Olympischen Spiele qualifizierte. Sie kam in allen Spielen zum Einsatz und stand dabei jeweils in der Startelf. Beim anschließenden Algarve-Cup 2016 erzielte sie beim 2:1-Finalsieg gegen Brasilien ihr erstes Länderspieltor. Bei den Olympischen Spielen kam sie in zwei Gruppenspielen und den drei Spielen der K.-o.-Runde zum Einsatz, nach denen Kanada die Bronzemedaille gewann. Auch für die WM 2019 wurde sie nominiert. Sie kam in den vier Spielen der Kanadierinnen zum Einsatz und verpasste dabei keine Minute, schied aber mit ihrer Mannschaft gegen den späteren Dritten Schweden im Achtelfinale aus.
Im Juni 2021 wurde sie für die wegen der COVID-19-Pandemie um ein Jahr verschobenen Olympischen Spiele nominiert. Bei den Spielen bestritt sie die ersten beiden Gruppenspiele gegen Gastgeber Japan und Chile über die volle Spielzeit, danach wurde sie erst wieder im Finale gegen Schweden in der Nachspielzeit der Verlängerung eingewechselt. Im gewonnenen Elfmeterschießen musste sie nicht antreten.
Bei der CONCACAF W Championship 2022 kam sie nur im Gruppenspiel gegen Panama zum Einsatz. Durch den 1:0-Sieg  qualifizierten sich die Kanadierinnen für das Halbfinale und die Fußball-Weltmeisterschaft der Frauen 2023 in Australien und Neuseeland. Im Finale verloren sie gegen die USA mit 0:1.
Am 9. Juli 2023 wurde sie für die WM 2023 nominiert, kam im zweiten der drei Spiele ihres Teams zum Einsatz und schied mit ihrer Mannschaft nach der Vorrunde aus.
Am 4. Juni 2024 wurde sie beim 1:1 im Freundschaftsspiel gegen Mexiko zum 100. Mal in der Nationalmannschaft eingesetzt.

## Erfolge
- Algarve-Cup-Siegerin 2016
- Bronzemedaille bei den Olympischen Spielen 2016
- Olympiasiegerin 2021